# Slutspelet i Uefacupen 2007/2008
Slutspelet i UEFA-cupen 2007/2008 började den 13 februari 2008. Finalen spelades den 14 maj 2008 på City of Manchester Stadium i Manchester i England. Slutspelet innehåller de tre bäst placerade klubbarna i varje grupp i gruppspelet i UEFA-cupen 2007/2008, vilket ger totalt 24 klubbar, samt de åtta tredjeplacerade klubbarna i varje grupp i UEFA Champions League. Totalt blir det alltså 32 lag med i slutspelet. Slutspelet börjar med en åttondelsfinal.

## Sextondelsfinaler
Lottningen för åttondelsfinalerna hölls fredagen den 21 december 2007 klockan 13:00 CET i Nyon i Schweiz. De åtta gruppvinnarna i UEFA-cupen lottades mot de åtta grupptreorna i UEFA-cupen. De åtta grupptvåorna i UEFA-cupen lottades mot de åtta grupptreorna i Champions League. Lag som spelade i samma grupp i gruppspelslagen eller lag från samma land kunde inte lottas mot varandra.
De första matcherna spelas den 13 och 14 februari 2008. De andra matcherna spelas den 21 februari 2008.
| Lag 1                | Totalt | Lag 2            | Möte 1 | Möte 2 |
| Aberdeen             | 3-7    | Bayern München   | 2-2    | 1-5    |
| AEK Aten             | 1-4    | Getafe           | 1-1    | 0-3    |
| Bolton               | 1-0    | Atlético Madrid  | 1-0    | 0-0    |
| Zenit S:t Petersburg | (b)2-2 | Villarreal       | 1-0    | 1-2    |
| Galatasaray          | 1-5    | Bayer Leverkusen | 0-0    | 1-5    |
| Anderlecht           | 3-2    | Bordeaux         | 2-1    | 1-1    |
| Brann                | 1-8    | Everton          | 0-2    | 1-6    |
| Zürich               | 1-3    | Hamburg          | 1-3    | 0-0    |
| Glasgow Rangers      | (b)1-1 | Panathinaikos    | 0-0    | 1-1    |
| PSV Eindhoven        | 4-1    | Helsingborg      | 2-0    | 2-1    |
| Slavia Prag          | 2-3    | Tottenham        | 1-2    | 1-1    |
| Rosenborg            | 1-3    | Fiorentina       | 0-1    | 1-2    |
| Sporting Lissabon    | 5-0    | Basel            | 2-0    | 3-0    |
| Werder Bremen        | 4-0    | Braga            | 3-0    | 1-0    |
| Benfica              | 3-2    | Nürnberg         | 1-0    | 2-2    |
| Marseille            | 3-2    | Spartak Moskva   | 3-0    | 0-2    |

### Första matchen
Alla tider är i CET.
|       | 2008-02-13 | Zenit St. Petersburg | 1 – 0     | Villarreal | Petrovsky Stadium, Sankt Petersburg              |                                                  |
| 18:00 | 18:00      | Pogrebnyak 63′       | (Rapport) |            | Publik: 21 500 Domare: Michael Weiner (Tyskland) | Publik: 21 500 Domare: Michael Weiner (Tyskland) |
| 18:00 | 18:00      |                      |           |            | Publik: 21 500 Domare: Michael Weiner (Tyskland) | Publik: 21 500 Domare: Michael Weiner (Tyskland) |
| 18:00 | 18:00      |                      |           |            | Publik: 21 500 Domare: Michael Weiner (Tyskland) | Publik: 21 500 Domare: Michael Weiner (Tyskland) |

|       | 2008-02-13 | Galatasaray | 0 – 0     | Bayer Leverkusen | Ali Sami Yen Stadium, Istanbul                                   |                                                                  |
| 18:45 | 18:45      |             | (Rapport) |                  | Publik: 20 006 Domare: Lucilio Cardoso Cortez Batista (Portugal) | Publik: 20 006 Domare: Lucilio Cardoso Cortez Batista (Portugal) |
| 18:45 | 18:45      |             |           |                  | Publik: 20 006 Domare: Lucilio Cardoso Cortez Batista (Portugal) | Publik: 20 006 Domare: Lucilio Cardoso Cortez Batista (Portugal) |
| 18:45 | 18:45      |             |           |                  | Publik: 20 006 Domare: Lucilio Cardoso Cortez Batista (Portugal) | Publik: 20 006 Domare: Lucilio Cardoso Cortez Batista (Portugal) |

|       | 2008-02-13 | AEK          | 1 – 1     | Getafe        | Olympiastadion, Aten                              |                                                   |
| 19:00 | 19:00      | Blanco 90+4′ | (Rapport) | de la Red 86′ | Publik: 13 080 Domare: Bertrand Layec (Frankrike) | Publik: 13 080 Domare: Bertrand Layec (Frankrike) |
| 19:00 | 19:00      |              |           |               | Publik: 13 080 Domare: Bertrand Layec (Frankrike) | Publik: 13 080 Domare: Bertrand Layec (Frankrike) |
| 19:00 | 19:00      |              |           |               | Publik: 13 080 Domare: Bertrand Layec (Frankrike) | Publik: 13 080 Domare: Bertrand Layec (Frankrike) |

|       | 2008-02-13 | Brann | 0 – 2     | Everton                | Brann Stadion, Bergen                          |                                                |
| 20:00 | 20:00      |       | (Rapport) | Osman 59′ Anichebe 88′ | Publik: 16 207 Domare: Anton Genov (Bulgarien) | Publik: 16 207 Domare: Anton Genov (Bulgarien) |
| 20:00 | 20:00      |       |           |                        | Publik: 16 207 Domare: Anton Genov (Bulgarien) | Publik: 16 207 Domare: Anton Genov (Bulgarien) |
| 20:00 | 20:00      |       |           |                        | Publik: 16 207 Domare: Anton Genov (Bulgarien) | Publik: 16 207 Domare: Anton Genov (Bulgarien) |

|       | 2008-02-13 | Werder Bremen                            | 3 – 0     | Sporting Braga | Weserstadion, Bremen                                  |                                                       |
| 20:30 | 20:30      | Naldo 5′ Jensen 27′ Almeida 90+5′ (str.) | (Rapport) |                | Publik: 25 690 Domare: Georgios Kasnaferis (Grekland) | Publik: 25 690 Domare: Georgios Kasnaferis (Grekland) |
| 20:30 | 20:30      |                                          |           |                | Publik: 25 690 Domare: Georgios Kasnaferis (Grekland) | Publik: 25 690 Domare: Georgios Kasnaferis (Grekland) |
| 20:30 | 20:30      |                                          |           |                | Publik: 25 690 Domare: Georgios Kasnaferis (Grekland) | Publik: 25 690 Domare: Georgios Kasnaferis (Grekland) |

|       | 2008-02-13 | Marseille                       | 3 – 0     | Spartak Moskva | Stade Vélodrome, Marseille                      |                                                 |
| 20:45 | 20:45      | Cheyrou 62′ Taiwo 68′ Niang 79′ | (Rapport) |                | Publik: 31 790 Domare: Pedro Proença (Portugal) | Publik: 31 790 Domare: Pedro Proença (Portugal) |
| 20:45 | 20:45      |                                 |           |                | Publik: 31 790 Domare: Pedro Proença (Portugal) | Publik: 31 790 Domare: Pedro Proença (Portugal) |
| 20:45 | 20:45      |                                 |           |                | Publik: 31 790 Domare: Pedro Proença (Portugal) | Publik: 31 790 Domare: Pedro Proença (Portugal) |

|       | 2008-02-13 | Anderlecht             | 2 – 1     | Bordeaux          | Constant Vanden Stock Stadium, Anderlecht          |                                                    |
| 20:45 | 20:45      | Polák 79′ Mpenza 90+5′ | (Rapport) | Jussiê 69′ (str.) | Publik: 20 000 Domare: Paolo Tagliavento (Italien) | Publik: 20 000 Domare: Paolo Tagliavento (Italien) |
| 20:45 | 20:45      |                        |           |                   | Publik: 20 000 Domare: Paolo Tagliavento (Italien) | Publik: 20 000 Domare: Paolo Tagliavento (Italien) |
| 20:45 | 20:45      |                        |           |                   | Publik: 20 000 Domare: Paolo Tagliavento (Italien) | Publik: 20 000 Domare: Paolo Tagliavento (Italien) |

|       | 2008-02-13 | PSV Eindhoven                | 2 – 0     | Helsingborg | Philips Stadion, Eindhoven                       |                                                  |
| 20:45 | 20:45      | Simons 7′ (str.) Lazović 33′ | (Rapport) |             | Publik: 22 000 Domare: Costas Kapitanis (Cypern) | Publik: 22 000 Domare: Costas Kapitanis (Cypern) |
| 20:45 | 20:45      |                              |           |             | Publik: 22 000 Domare: Costas Kapitanis (Cypern) | Publik: 22 000 Domare: Costas Kapitanis (Cypern) |
| 20:45 | 20:45      |                              |           |             | Publik: 22 000 Domare: Costas Kapitanis (Cypern) | Publik: 22 000 Domare: Costas Kapitanis (Cypern) |

|       | 2008-02-13 | Rangers | 0 – 0     | Panathinaikos | Ibrox Stadium, Glasgow                          |                                                 |
| 21:00 | 21:00      |         | (Rapport) |               | Publik: 45 203 Domare: Nicola Rizzoli (Italien) | Publik: 45 203 Domare: Nicola Rizzoli (Italien) |
| 21:00 | 21:00      |         |           |               | Publik: 45 203 Domare: Nicola Rizzoli (Italien) | Publik: 45 203 Domare: Nicola Rizzoli (Italien) |
| 21:00 | 21:00      |         |           |               | Publik: 45 203 Domare: Nicola Rizzoli (Italien) | Publik: 45 203 Domare: Nicola Rizzoli (Italien) |

|       | 2008-02-13 | Sporting Lissabon | 2 – 0     | Basel | Estádio José Alvalade, Lissabon                 |                                                 |
| 21:45 | 21:45      | Vukčević 8′ 58′   | (Rapport) |       | Publik: 16 639 Domare: Kevin Blom (Netherlands) | Publik: 16 639 Domare: Kevin Blom (Netherlands) |
| 21:45 | 21:45      |                   |           |       | Publik: 16 639 Domare: Kevin Blom (Netherlands) | Publik: 16 639 Domare: Kevin Blom (Netherlands) |
| 21:45 | 21:45      |                   |           |       | Publik: 16 639 Domare: Kevin Blom (Netherlands) | Publik: 16 639 Domare: Kevin Blom (Netherlands) |

|       | 2008-02-14 | Aberdeen             | 2 – 2     | Bayern München         | Pittodrie Stadium, Aberdeen                                 |                                                             |
| 19:00 | 19:00      | Walker 24′ Aluko 41′ | (Rapport) | Klose 29′ Altıntop 55′ | Publik: 20 047 Domare: Eduardo Iturralde González (Spanien) | Publik: 20 047 Domare: Eduardo Iturralde González (Spanien) |
| 19:00 | 19:00      |                      |           |                        | Publik: 20 047 Domare: Eduardo Iturralde González (Spanien) | Publik: 20 047 Domare: Eduardo Iturralde González (Spanien) |
| 19:00 | 19:00      |                      |           |                        | Publik: 20 047 Domare: Eduardo Iturralde González (Spanien) | Publik: 20 047 Domare: Eduardo Iturralde González (Spanien) |

|       | 2008-02-14 | Zürich     | 1 – 3     | Hamburg                             | Letzigrund, Zürich                         |                                            |
| 20:30 | 20:30      | Hassli 88′ | (Rapport) | Jarolím 49′ Olić 67′ Trochowski 77′ | Publik: 16 800 Domare: Alan Kelly (Irland) | Publik: 16 800 Domare: Alan Kelly (Irland) |
| 20:30 | 20:30      |            |           |                                     | Publik: 16 800 Domare: Alan Kelly (Irland) | Publik: 16 800 Domare: Alan Kelly (Irland) |
| 20:30 | 20:30      |            |           |                                     | Publik: 16 800 Domare: Alan Kelly (Irland) | Publik: 16 800 Domare: Alan Kelly (Irland) |

|       | 2008-02-14 | Rosenborg | 0 – 1     | Fiorentina | Lerkendal stadion, Trondheim                      |                                                   |
| 20:45 | 20:45      |           | (Rapport) | Mutu 16′   | Publik: 16 000 Domare: Mark Clattenburg (England) | Publik: 16 000 Domare: Mark Clattenburg (England) |
| 20:45 | 20:45      |           |           |            | Publik: 16 000 Domare: Mark Clattenburg (England) | Publik: 16 000 Domare: Mark Clattenburg (England) |
| 20:45 | 20:45      |           |           |            | Publik: 16 000 Domare: Mark Clattenburg (England) | Publik: 16 000 Domare: Mark Clattenburg (England) |

|       | 2008-02-14 | Slavia Prag   | 1 – 2     | Tottenham Hotspur     | Stadion Evžena Rošického, Prag                     |                                                    |
| 21:00 | 21:00      | Střihavka 69′ | (Rapport) | Berbatov 4′ Keane 30′ | Publik: 11 134 Domare: Claudio Circhetta (Schweiz) | Publik: 11 134 Domare: Claudio Circhetta (Schweiz) |
| 21:00 | 21:00      |               |           |                       | Publik: 11 134 Domare: Claudio Circhetta (Schweiz) | Publik: 11 134 Domare: Claudio Circhetta (Schweiz) |
| 21:00 | 21:00      |               |           |                       | Publik: 11 134 Domare: Claudio Circhetta (Schweiz) | Publik: 11 134 Domare: Claudio Circhetta (Schweiz) |

|       | 2008-02-14 | Bolton Wanderers | 1 – 0     | Atlético Madrid | Reebok Stadium, Bolton                           |                                                  |
| 21:00 | 21:00      | Diouf 74′        | (Rapport) |                 | Publik: 26 163 Domare: Peter Rasmussen (Danmark) | Publik: 26 163 Domare: Peter Rasmussen (Danmark) |
| 21:00 | 21:00      |                  |           |                 | Publik: 26 163 Domare: Peter Rasmussen (Danmark) | Publik: 26 163 Domare: Peter Rasmussen (Danmark) |
| 21:00 | 21:00      |                  |           |                 | Publik: 26 163 Domare: Peter Rasmussen (Danmark) | Publik: 26 163 Domare: Peter Rasmussen (Danmark) |

|       | 2008-02-14 | Benfica      | 1 – 0     | Nürnberg | Estádio da Luz, Lissabon                              |                                                       |
| 21:45 | 21:45      | Makukula 43′ | (Rapport) |          | Publik: 28 378 Domare: Alexandru Dan Tudor (Rumänien) | Publik: 28 378 Domare: Alexandru Dan Tudor (Rumänien) |
| 21:45 | 21:45      |              |           |          | Publik: 28 378 Domare: Alexandru Dan Tudor (Rumänien) | Publik: 28 378 Domare: Alexandru Dan Tudor (Rumänien) |
| 21:45 | 21:45      |              |           |          | Publik: 28 378 Domare: Alexandru Dan Tudor (Rumänien) | Publik: 28 378 Domare: Alexandru Dan Tudor (Rumänien) |

### Andra matchen
|       | 2008-02-21 | Bayer Leverkusen                                                | 5 – 1     | Galatasaray          | BayArena, Leverkusen              |                                   |
| 17:00 | 17:00      | Barbarez 12′ 22′ Kießling 13′ Haggui 55′ Schneider 61′ (straff) | (Rapport) | Barusso 87′ (straff) | Domare: Damir Skomina (Slovenien) | Domare: Damir Skomina (Slovenien) |
| 17:00 | 17:00      |                                                                 |           |                      | Domare: Damir Skomina (Slovenien) | Domare: Damir Skomina (Slovenien) |
| 17:00 | 17:00      |                                                                 |           |                      | Domare: Damir Skomina (Slovenien) | Domare: Damir Skomina (Slovenien) |

Bayer Leverkusen vann med 5–1 totalt.
|       | 2008-02-21 | Hamburg | 0 – 0     | Zürich | Arena Hamburg, Hamburg              |                                     |
| 17:00 | 17:00      |         | (Rapport) |        | Domare: Kristinn Jakobsson (Island) | Domare: Kristinn Jakobsson (Island) |
| 17:00 | 17:00      |         |           |        | Domare: Kristinn Jakobsson (Island) | Domare: Kristinn Jakobsson (Island) |
| 17:00 | 17:00      |         |           |        | Domare: Kristinn Jakobsson (Island) | Domare: Kristinn Jakobsson (Island) |

Hamburg vann med 3–1 totalt.
|       | 2008-02-21 | Spartak Moskva                | 2 – 0     | Marseille | Luzhniki Stadium, Moskva             |                                      |
| 17:30 | 17:30      | Pavlenko 39′ Pavlyuchenko 85′ | (Rapport) |           | Domare: Thomas Einwaller (Österrike) | Domare: Thomas Einwaller (Österrike) |
| 17:30 | 17:30      |                               |           |           | Domare: Thomas Einwaller (Österrike) | Domare: Thomas Einwaller (Österrike) |
| 17:30 | 17:30      |                               |           |           | Domare: Thomas Einwaller (Österrike) | Domare: Thomas Einwaller (Österrike) |

Marseille vann med 3–2 totalt.
|       | 2008-02-21 | Panathinaikos | 1 – 1     | Rangers  | Apostolos Nikolaidis Stadium, Aten |                                |
| 18:00 | 18:00      | Goumas 12′    | (Rapport) | Novo 81′ | Domare: Felix Brych (Tyskland)     | Domare: Felix Brych (Tyskland) |
| 18:00 | 18:00      |               |           |          | Domare: Felix Brych (Tyskland)     | Domare: Felix Brych (Tyskland) |
| 18:00 | 18:00      |               |           |          | Domare: Felix Brych (Tyskland)     | Domare: Felix Brych (Tyskland) |

Rangers mot Panathinaikos slutade 1–1 totalt. Rangers vann på bortamål.
|       | 2008-02-21 | Bayern München                                           | 5 – 1     | Aberdeen   | Fussball Arena München, München |                              |
| 18:45 | 18:45      | Lúcio 12′ Van Buyten 36′ Podolski 71′ 77′ van Bommel 85′ | (Rapport) | Lovell 83′ | Domare: Robert Małek (Polen)    | Domare: Robert Małek (Polen) |
| 18:45 | 18:45      |                                                          |           |            | Domare: Robert Małek (Polen)    | Domare: Robert Małek (Polen) |
| 18:45 | 18:45      |                                                          |           |            | Domare: Robert Małek (Polen)    | Domare: Robert Małek (Polen) |

Bayern München vann med 7–3 totalt.
|       | 2008-02-21 | Getafe                                        | 3 – 0     | AEK | Coliseum Alfonso Pérez, Getafe    |                                   |
| 20:45 | 20:45      | Granero 45+1′ Contra 82′ (straff) Braulio 84′ | (Rapport) |     | Domare: Martin Atkinson (England) | Domare: Martin Atkinson (England) |
| 20:45 | 20:45      |                                               |           |     | Domare: Martin Atkinson (England) | Domare: Martin Atkinson (England) |
| 20:45 | 20:45      |                                               |           |     | Domare: Martin Atkinson (England) | Domare: Martin Atkinson (England) |

Getafe vann med 4–1 totalt.
|       | 2008-02-21 | Atlético Madrid | 0 – 0     | Bolton Wanderers | Vicente Calderón, Madrid     |                              |
| 20:45 | 20:45      |                 | (Rapport) |                  | Domare: Jacek Granat (Polen) | Domare: Jacek Granat (Polen) |
| 20:45 | 20:45      |                 |           |                  | Domare: Jacek Granat (Polen) | Domare: Jacek Granat (Polen) |
| 20:45 | 20:45      |                 |           |                  | Domare: Jacek Granat (Polen) | Domare: Jacek Granat (Polen) |

Bolton Wanderers vann med 1–0 totalt.
|       | 2008-02-21 | Villarreal              | 2 – 1     | Zenit St. Petersburg | El Madrigal, Villareal             |                                    |
| 20:45 | 20:45      | Franco 75′ Tomasson 90′ | (Rapport) | Pogrebnyak 31′       | Domare: Stefan Messner (Österrike) | Domare: Stefan Messner (Österrike) |
| 20:45 | 20:45      |                         |           |                      | Domare: Stefan Messner (Österrike) | Domare: Stefan Messner (Österrike) |
| 20:45 | 20:45      |                         |           |                      | Domare: Stefan Messner (Österrike) | Domare: Stefan Messner (Österrike) |

Zenit St. Petersburg och Villareal slutade 2–2 totalt. Zenit St. Petersburg vann på bortamål.
|       | 2008-02-21 | Bordeaux      | 1 – 1     | Anderlecht   | Stade Chaban-Delmas, Bordeaux   |                                 |
| 20:45 | 20:45      | Cavenaghi 71′ | (Rapport) | Chatelle 34′ | Domare: Selçuk Dereli (Turkiet) | Domare: Selçuk Dereli (Turkiet) |
| 20:45 | 20:45      |               |           |              | Domare: Selçuk Dereli (Turkiet) | Domare: Selçuk Dereli (Turkiet) |
| 20:45 | 20:45      |               |           |              | Domare: Selçuk Dereli (Turkiet) | Domare: Selçuk Dereli (Turkiet) |

Anderlecht vann med 3–2 totalt.
|       | 2008-02-21 | Helsingborg        | 1 – 2     | PSV Eindhoven          | Olympia, Helsingborg         |                              |
| 20:45 | 20:45      | Leandro Castán 81′ | (Rapport) | Bakkal 47′ Lazović 65′ | Domare: Zsolt Szabo (Ungern) | Domare: Zsolt Szabo (Ungern) |
| 20:45 | 20:45      |                    |           |                        | Domare: Zsolt Szabo (Ungern) | Domare: Zsolt Szabo (Ungern) |
| 20:45 | 20:45      |                    |           |                        | Domare: Zsolt Szabo (Ungern) | Domare: Zsolt Szabo (Ungern) |

PSV Eindhoven vann med 4–1 totalt.
|       | 2008-02-21 | Tottenham Hotspur | 1 – 1     | Slavia Prag | White Hart Lane, London          |                                  |
| 20:45 | 20:45      | O'Hara 7′         | (Rapport) | Krajčík 51′ | Domare: Jonas Eriksson (Sverige) | Domare: Jonas Eriksson (Sverige) |
| 20:45 | 20:45      |                   |           |             | Domare: Jonas Eriksson (Sverige) | Domare: Jonas Eriksson (Sverige) |
| 20:45 | 20:45      |                   |           |             | Domare: Jonas Eriksson (Sverige) | Domare: Jonas Eriksson (Sverige) |

Tottenham Hotspur vann med 3–2 totalt.
|       | 2008-02-21 | Fiorentina             | 2 – 1    | Rosenborg | Stadio Artemio Franchi, Florens   |                                   |
| 20:45 | 20:45      | Liverani 38′ Cacia 81′ | (Report) | Koné 88′  | Domare: Darko Ceferin (Slovenien) | Domare: Darko Ceferin (Slovenien) |
| 20:45 | 20:45      |                        |          |           | Domare: Darko Ceferin (Slovenien) | Domare: Darko Ceferin (Slovenien) |
| 20:45 | 20:45      |                        |          |           | Domare: Darko Ceferin (Slovenien) | Domare: Darko Ceferin (Slovenien) |

Fiorentina vann med 3–1 totalt.
|       | 2008-02-21 | Everton                                         | 6 – 1     | Brann           | Goodison Park, Liverpool                        |                                                 |
| 21:00 | 21:00      | Yakubu 35′ 54′ 72′ Johnson 41′ 90+2′ Arteta 70′ | (Rapport) | Vaagan Moen 60′ | Domare: Nikolaj Vladimirovitj Ivanov (Ryssland) | Domare: Nikolaj Vladimirovitj Ivanov (Ryssland) |
| 21:00 | 21:00      |                                                 |           |                 | Domare: Nikolaj Vladimirovitj Ivanov (Ryssland) | Domare: Nikolaj Vladimirovitj Ivanov (Ryssland) |
| 21:00 | 21:00      |                                                 |           |                 | Domare: Nikolaj Vladimirovitj Ivanov (Ryssland) | Domare: Nikolaj Vladimirovitj Ivanov (Ryssland) |

Everton vann med 8–1 totalt.
|       | 2008-02-21 | Basel | 0 – 3     | Sporting Lissabon             | St. Jakob-Park, Basel          |                                |
| 21:00 | 21:00      |       | (Rapport) | Pereirinha 2′ Liédson 41′ 51′ | Domare: Tommy Skjerven (Norge) | Domare: Tommy Skjerven (Norge) |
| 21:00 | 21:00      |       |           |                               | Domare: Tommy Skjerven (Norge) | Domare: Tommy Skjerven (Norge) |
| 21:00 | 21:00      |       |           |                               | Domare: Tommy Skjerven (Norge) | Domare: Tommy Skjerven (Norge) |

Sporting vann med 5–1 totalt.
|       | 2008-02-21 | Nürnberg                  | 2 – 2     | Benfica                    | Frankenstadion, Nürnberg      |                               |
| 21:00 | 21:00      | Charisteas 59′ Saenko 66′ | (Rapport) | Cardozo 90′ Di María 90+2′ | Domare: Ivan Bebek (Kroatien) | Domare: Ivan Bebek (Kroatien) |
| 21:00 | 21:00      |                           |           |                            | Domare: Ivan Bebek (Kroatien) | Domare: Ivan Bebek (Kroatien) |
| 21:00 | 21:00      |                           |           |                            | Domare: Ivan Bebek (Kroatien) | Domare: Ivan Bebek (Kroatien) |

Benfica vann med 3–2 totalt.
|       | 2008-02-21 | Sporting Braga | 0 – 1 | Werder Bremen | Estádio Municipal de Braga, Braga |                                  |
| 22:30 | 22:30      |                |       | Klasnić 78′   | Domare: Serge Gumienny (Belgien)  | Domare: Serge Gumienny (Belgien) |
| 22:30 | 22:30      |                |       |               | Domare: Serge Gumienny (Belgien)  | Domare: Serge Gumienny (Belgien) |
| 22:30 | 22:30      |                |       |               | Domare: Serge Gumienny (Belgien)  | Domare: Serge Gumienny (Belgien) |

Werder Bremen vann med 4–0 totalt.

## Åttondelsfinaler
Lottningen för sextondelsfinalerna hölls fredagen den 21 december 2007 klockan 13:00 CET i Nyon i Schweiz. Första matchen spelas 6 mars 2008, den andra 12 till 13 mars 2008.
| Lag 1            | Totalt    | Lag 2                | Möte 1 | Möte 2 |
| Anderlecht       | 2-6       | Bayern München       | 0-5    | 2-1    |
| Rangers          | 2-1       | Werder Bremen        | 2-0    | 0-1    |
| Bolton           | 1-2       | Sporting Lissabon    | 1-1    | 0-1    |
| Bayer Leverkusen | (b)3-3    | Hamburg              | 1-0    | 2-3    |
| Getafe           | 3-1       | Benfica              | 2-1    | 1-0    |
| Fiorentina       | 2-2(4-2s) | Everton              | 2-0    | 0-2    |
| Tottenham        | 1-1(5-6s) | PSV Eindhoven        | 0-1    | 1-0    |
| Marseille        | 3-3(b)    | Zenit S:t Petersburg | 3-1    | 0-2    |

### Första matchen
Alla tider är i CET
|       | 2008-03-06 | Anderlecht | 0 – 5 | Bayern München                                           | Constant Vanden Stock Stadium, Anderlecht              |                                                        |
| 19:00 | 19:00      |            |       | Altıntop 9′ Toni 45+1′ Podolski 57′ Klose 67′ Ribéry 86′ | Publik: 21 750 Domare: Olegário Benquerença (Portugal) | Publik: 21 750 Domare: Olegário Benquerença (Portugal) |
| 19:00 | 19:00      |            |       |                                                          | Publik: 21 750 Domare: Olegário Benquerença (Portugal) | Publik: 21 750 Domare: Olegário Benquerença (Portugal) |
| 19:00 | 19:00      |            |       |                                                          | Publik: 21 750 Domare: Olegário Benquerença (Portugal) | Publik: 21 750 Domare: Olegário Benquerença (Portugal) |

|       | 2008-03-06 | Fiorentina                   | 2 – 0 | Everton | Stadio Artemio Franchi, Florens                |                                                |
| 20:45 | 20:45      | Kuzmanović 70′ Montolivo 81′ |       |         | Publik: 32 934 Domare: Paul Allaerts (Belgien) | Publik: 32 934 Domare: Paul Allaerts (Belgien) |
| 20:45 | 20:45      |                              |       |         | Publik: 32 934 Domare: Paul Allaerts (Belgien) | Publik: 32 934 Domare: Paul Allaerts (Belgien) |
| 20:45 | 20:45      |                              |       |         | Publik: 32 934 Domare: Paul Allaerts (Belgien) | Publik: 32 934 Domare: Paul Allaerts (Belgien) |

|       | 2008-03-06 | Marseille               | 3 – 1 | Zenit St. Petersburg | Stade Vélodrome, Marseille                     |                                                |
| 20:45 | 20:45      | Cissé 37, 55′ Niang 48′ |       | Arsjavin 82′         | Publik: 24 327 Domare: Knut Kircher (Tyskland) | Publik: 24 327 Domare: Knut Kircher (Tyskland) |
| 20:45 | 20:45      |                         |       |                      | Publik: 24 327 Domare: Knut Kircher (Tyskland) | Publik: 24 327 Domare: Knut Kircher (Tyskland) |
| 20:45 | 20:45      |                         |       |                      | Publik: 24 327 Domare: Knut Kircher (Tyskland) | Publik: 24 327 Domare: Knut Kircher (Tyskland) |

|       | 2008-03-06 | Rangers              | 2 – 0 | Werder Bremen | Ibrox Stadium, Glasgow                         |                                                |
| 21:00 | 21:00      | Cousin 45′ Davis 47′ |       |               | Publik: 45 959 Domare: Alain Hamer (Luxemburg) | Publik: 45 959 Domare: Alain Hamer (Luxemburg) |
| 21:00 | 21:00      |                      |       |               | Publik: 45 959 Domare: Alain Hamer (Luxemburg) | Publik: 45 959 Domare: Alain Hamer (Luxemburg) |
| 21:00 | 21:00      |                      |       |               | Publik: 45 959 Domare: Alain Hamer (Luxemburg) | Publik: 45 959 Domare: Alain Hamer (Luxemburg) |

|       | 2008-03-06 | Bolton Wanderers | 1 – 1 | Sporting Lissabon | Reebok Stadium, Bolton                     |                                            |
| 21:00 | 21:00      | McCann 25′       |       | Vukčević 69′      | Publik: 25 664 Domare: Alon Yefet (Israel) | Publik: 25 664 Domare: Alon Yefet (Israel) |
| 21:00 | 21:00      |                  |       |                   | Publik: 25 664 Domare: Alon Yefet (Israel) | Publik: 25 664 Domare: Alon Yefet (Israel) |
| 21:00 | 21:00      |                  |       |                   | Publik: 25 664 Domare: Alon Yefet (Israel) | Publik: 25 664 Domare: Alon Yefet (Israel) |

|       | 2008-03-06 | Bayer Leverkusen | 1 – 0 | Hamburg | BayArena, Leverkusen                             |                                                  |
| 21:05 | 21:05      | Gekas 77′        |       |         | Publik: 22 500 Domare: Craig Thomson (Skottland) | Publik: 22 500 Domare: Craig Thomson (Skottland) |
| 21:05 | 21:05      |                  |       |         | Publik: 22 500 Domare: Craig Thomson (Skottland) | Publik: 22 500 Domare: Craig Thomson (Skottland) |
| 21:05 | 21:05      |                  |       |         | Publik: 22 500 Domare: Craig Thomson (Skottland) | Publik: 22 500 Domare: Craig Thomson (Skottland) |

|       | 2008-03-06 | Tottenham Hotspur | 0 – 1 | PSV Eindhoven | White Hart Lane, London                            |                                                    |
| 21:05 | 21:05      |                   |       | Farfán 34′    | Publik: 33 259 Domare: Stéphane Lennoy (Frankrike) | Publik: 33 259 Domare: Stéphane Lennoy (Frankrike) |
| 21:05 | 21:05      |                   |       |               | Publik: 33 259 Domare: Stéphane Lennoy (Frankrike) | Publik: 33 259 Domare: Stéphane Lennoy (Frankrike) |
| 21:05 | 21:05      |                   |       |               | Publik: 33 259 Domare: Stéphane Lennoy (Frankrike) | Publik: 33 259 Domare: Stéphane Lennoy (Frankrike) |

|       | 2008-03-06 | Benfica       | 1 – 2 | Getafe                  | Estádio da Luz, Lissabon                         |                                                  |
| 21:30 | 21:30      | Mantorras 76′ |       | de la Red 25′ Pablo 67′ | Publik: 26 925 Domare: Grzegorz Gilewski (Polen) | Publik: 26 925 Domare: Grzegorz Gilewski (Polen) |
| 21:30 | 21:30      |               |       |                         | Publik: 26 925 Domare: Grzegorz Gilewski (Polen) | Publik: 26 925 Domare: Grzegorz Gilewski (Polen) |
| 21:30 | 21:30      |               |       |                         | Publik: 26 925 Domare: Grzegorz Gilewski (Polen) | Publik: 26 925 Domare: Grzegorz Gilewski (Polen) |

### Andra matchen
|       | 2008-03-12 | Zenit St. Petersburg | 2 – 0 | Marseille | Petrovskijstadion, Sankt Petersburg         |                                             |
| 17:30 | 17:30      | Pogrebnjak 39, 78′   |       |           | Publik: 21 500 Domare: Mike Riley (England) | Publik: 21 500 Domare: Mike Riley (England) |
| 17:30 | 17:30      |                      |       |           | Publik: 21 500 Domare: Mike Riley (England) | Publik: 21 500 Domare: Mike Riley (England) |
| 17:30 | 17:30      |                      |       |           | Publik: 21 500 Domare: Mike Riley (England) | Publik: 21 500 Domare: Mike Riley (England) |

Zenit Sankt Petersburg-Marseille slutade 3-3 totalt. Zenit Sankt Petersburg vidare på bortamål.
|       | 2008-03-12 | Hamburg                                       | 3 – 2 | Bayer Leverkusen       | Arena Hamburg, Hamburg                                    |                                                           |
| 17:45 | 17:45      | Trochowski 53′ Guerrero 65′ van der Vaart 81′ |       | Barbarez 19′ Gekas 55′ | Publik: 37 083 Domare: Alberto Undiano Mallenco (Spanien) | Publik: 37 083 Domare: Alberto Undiano Mallenco (Spanien) |
| 17:45 | 17:45      |                                               |       |                        | Publik: 37 083 Domare: Alberto Undiano Mallenco (Spanien) | Publik: 37 083 Domare: Alberto Undiano Mallenco (Spanien) |
| 17:45 | 17:45      |                                               |       |                        | Publik: 37 083 Domare: Alberto Undiano Mallenco (Spanien) | Publik: 37 083 Domare: Alberto Undiano Mallenco (Spanien) |

Hamburg-Bayer Leverkusen slutade 3-3 totalt. Bayer Leverkusen vidare på bortamål.
|       | 2008-03-12 | Everton                         | 2 – 0                      | Fiorentina                        | Goodison Park, Liverpool                              |                                                       |
| 20:45 | 20:45      | Johnson 16′ Arteta 67′          |                            |                                   | Publik: 38 026 Domare: Eric Braamhaar (Nederländerna) | Publik: 38 026 Domare: Eric Braamhaar (Nederländerna) |
| 20:45 | 20:45      |                                 |                            |                                   | Publik: 38 026 Domare: Eric Braamhaar (Nederländerna) | Publik: 38 026 Domare: Eric Braamhaar (Nederländerna) |
| 20:45 | 20:45      | Gravesen Yakubu Arteta Jagielka | Straffsparksläggning 2 – 4 | Pazzini Montolivo Osvaldo Santana | Publik: 38 026 Domare: Eric Braamhaar (Nederländerna) | Publik: 38 026 Domare: Eric Braamhaar (Nederländerna) |

Everton-Fiorentina slutade 2-2 totalt. Fiorentina gick vidare på straffar med 4-2.
|       | 2008-03-12 | PSV Eindhoven                                            | 0 – 1                      | Tottenham Hotspur                                       | PSV Stadium, Eindhoven                            |                                                   |
| 20:45 | 20:45      |                                                          |                            | Berbatov 81′                                            | Publik: 33 000 Domare: Matteo Trefoloni (Italien) | Publik: 33 000 Domare: Matteo Trefoloni (Italien) |
| 20:45 | 20:45      |                                                          |                            |                                                         | Publik: 33 000 Domare: Matteo Trefoloni (Italien) | Publik: 33 000 Domare: Matteo Trefoloni (Italien) |
| 20:45 | 20:45      | Simons Lazović Farfán Salcido Dzsudzsák Bakkal Marcellis | Straffsparksläggning 6 – 5 | Berbatov O'Hara Huddlestone Bent Jenas Zokora Chimbonda | Publik: 33 000 Domare: Matteo Trefoloni (Italien) | Publik: 33 000 Domare: Matteo Trefoloni (Italien) |

PSV Eindhoven-Tottenham Hotspur slutade 1-1 totalt. PSV Eindhoven gick vidare på straffar med 6-5.
|       | 2008-03-12 | Bayern München | 1 – 2 | Anderlecht               | Allianz Arena, München                     |                                            |
| 20:45 | 20:45      | Lúcio 9′       |       | Serhat 20′ Yakovenko 35′ | Publik: 63 000 Domare: Terje Hauge (Norge) | Publik: 63 000 Domare: Terje Hauge (Norge) |
| 20:45 | 20:45      |                |       |                          | Publik: 63 000 Domare: Terje Hauge (Norge) | Publik: 63 000 Domare: Terje Hauge (Norge) |
| 20:45 | 20:45      |                |       |                          | Publik: 63 000 Domare: Terje Hauge (Norge) | Publik: 63 000 Domare: Terje Hauge (Norge) |

Bayern München vann med 6-2 totalt.
|       | 2008-03-12 | Getafe    | 1 – 0 | Benfica | Coliseum Alfonso Pérez, Getafe                |                                               |
| 21:00 | 21:00      | Albín 77′ |       |         | Publik: 14 000 Domare: Viktor Kassai (Ungern) | Publik: 14 000 Domare: Viktor Kassai (Ungern) |
| 21:00 | 21:00      |           |       |         | Publik: 14 000 Domare: Viktor Kassai (Ungern) | Publik: 14 000 Domare: Viktor Kassai (Ungern) |
| 21:00 | 21:00      |           |       |         | Publik: 14 000 Domare: Viktor Kassai (Ungern) | Publik: 14 000 Domare: Viktor Kassai (Ungern) |

Getafe vann med 3-1 totalt.
|       | 2008-03-13 | Werder Bremen | 1 – 0 | Rangers | Weserstadion, Bremen                            |                                                 |
| 20:30 | 20:30      | Diego 58′     |       |         | Publik: 33 660 Domare: Martin Hansson (Sverige) | Publik: 33 660 Domare: Martin Hansson (Sverige) |
| 20:30 | 20:30      |               |       |         | Publik: 33 660 Domare: Martin Hansson (Sverige) | Publik: 33 660 Domare: Martin Hansson (Sverige) |
| 20:30 | 20:30      |               |       |         | Publik: 33 660 Domare: Martin Hansson (Sverige) | Publik: 33 660 Domare: Martin Hansson (Sverige) |

Rangers vann med 2-1 totalt.
|       | 2008-03-13 | Sporting Lissabon | 1 – 0 | Bolton Wanderers | Estádio José Alvalade, Lissabon                   |                                                   |
| 21:00 | 21:00      | Pereirinha 85′    |       |                  | Publik: 22 031 Domare: Bertrand Layec (Frankrike) | Publik: 22 031 Domare: Bertrand Layec (Frankrike) |
| 21:00 | 21:00      |                   |       |                  | Publik: 22 031 Domare: Bertrand Layec (Frankrike) | Publik: 22 031 Domare: Bertrand Layec (Frankrike) |
| 21:00 | 21:00      |                   |       |                  | Publik: 22 031 Domare: Bertrand Layec (Frankrike) | Publik: 22 031 Domare: Bertrand Layec (Frankrike) |

Sporting Lissabon vann med 2-1 totalt.

## Kvartsfinaler
Lottningen för kvartsfinalerna hölls fredagen den 14 mars 2008 klockan 14:00 CET i Nyon i Schweiz. Första matchen spelas 3 april 2008, den andra 10 april 2008.
| Lag 1            | Totalt | Lag 2                | Möte 1 | Möte 2 |
| Bayer Leverkusen | 2-4    | Zenit St. Petersburg | 1-4    | 1-0    |
| Rangers          | 2-0    | Sporting Lissabon    | 0-0    | 2-0    |
| Bayern München   | (b)4-4 | Getafe               | 1-1    | 3-3    |
| Fiorentina       | 3-1    | PSV Eindhoven        | 1-1    | 2-0    |

### Första matchen
Alla tider är i CET
|       | 2008-04-03 | Bayer Leverkusen | 1 – 4 | Zenit St. Petersburg                                | BayArena, Leverkusen                                   |                                                        |
| 18:30 | 18:30      | Kießling 33′     |       | Arsjavin 20′ Pogrebnjak 52′ Anjukov 61′ Denisov 64′ | Publik: 19 500 Domare: Olegário Benquerença (Portugal) | Publik: 19 500 Domare: Olegário Benquerença (Portugal) |
| 18:30 | 18:30      |                  |       |                                                     | Publik: 19 500 Domare: Olegário Benquerença (Portugal) | Publik: 19 500 Domare: Olegário Benquerença (Portugal) |
| 18:30 | 18:30      |                  |       |                                                     | Publik: 19 500 Domare: Olegário Benquerença (Portugal) | Publik: 19 500 Domare: Olegário Benquerença (Portugal) |

|       | 2008-04-03 | Rangers | 0 – 0 | Sporting Lissabon | Ibrox Stadium, Glasgow                          |                                                 |
| 20:45 | 20:45      |         |       |                   | Publik: 48 923 Domare: Yuri Baskakov (Ryssland) | Publik: 48 923 Domare: Yuri Baskakov (Ryssland) |
| 20:45 | 20:45      |         |       |                   | Publik: 48 923 Domare: Yuri Baskakov (Ryssland) | Publik: 48 923 Domare: Yuri Baskakov (Ryssland) |
| 20:45 | 20:45      |         |       |                   | Publik: 48 923 Domare: Yuri Baskakov (Ryssland) | Publik: 48 923 Domare: Yuri Baskakov (Ryssland) |

|       | 2008-04-03 | Bayern München | 1 – 1 | Getafe     | Allianz Arena, München                       |                                              |
| 20:45 | 20:45      | Toni 26′       |       | Contra 90′ | Publik: 62 000 Domare: Howard Webb (England) | Publik: 62 000 Domare: Howard Webb (England) |
| 20:45 | 20:45      |                |       |            | Publik: 62 000 Domare: Howard Webb (England) | Publik: 62 000 Domare: Howard Webb (England) |
| 20:45 | 20:45      |                |       |            | Publik: 62 000 Domare: Howard Webb (England) | Publik: 62 000 Domare: Howard Webb (England) |

|       | 2008-04-03 | Fiorentina | 1 – 1 | PSV Eindhoven  | Stadio Artemio Franchi, Florens                    |                                                    |
| 20:45 | 20:45      | Mutu 56′   |       | Koevermans 63′ | Publik: 34 317 Domare: Laurent Duhamel (Frankrike) | Publik: 34 317 Domare: Laurent Duhamel (Frankrike) |
| 20:45 | 20:45      |            |       |                | Publik: 34 317 Domare: Laurent Duhamel (Frankrike) | Publik: 34 317 Domare: Laurent Duhamel (Frankrike) |
| 20:45 | 20:45      |            |       |                | Publik: 34 317 Domare: Laurent Duhamel (Frankrike) | Publik: 34 317 Domare: Laurent Duhamel (Frankrike) |

### Andra matchen
|       | 2008-04-10 | Zenit St. Petersburg | 0 – 1 | Bayer Leverkusen | Petrovskijstadion, Sankt Petersburg                     |                                                         |
| 18:30 | 18:30      |                      |       | Bulykin 18′      | Publik: 21 500 Domare: Manuel Mejuto González (Spanien) | Publik: 21 500 Domare: Manuel Mejuto González (Spanien) |
| 18:30 | 18:30      |                      |       |                  | Publik: 21 500 Domare: Manuel Mejuto González (Spanien) | Publik: 21 500 Domare: Manuel Mejuto González (Spanien) |
| 18:30 | 18:30      |                      |       |                  | Publik: 21 500 Domare: Manuel Mejuto González (Spanien) | Publik: 21 500 Domare: Manuel Mejuto González (Spanien) |

Zenit Sankt Petersburg vann med 4-2 totalt.
|       | 2008-04-10 | Sporting Lissabon | 0 – 2 | Rangers                         | Estádio José Alvalade, Lissabon                  |                                                  |
| 20:45 | 20:45      |                   |       | Darcheville 60′ Whittaker 90+2′ | Publik: 31 155 Domare: Konrad Plautz (Österrike) | Publik: 31 155 Domare: Konrad Plautz (Österrike) |
| 20:45 | 20:45      |                   |       |                                 | Publik: 31 155 Domare: Konrad Plautz (Österrike) | Publik: 31 155 Domare: Konrad Plautz (Österrike) |
| 20:45 | 20:45      |                   |       |                                 | Publik: 31 155 Domare: Konrad Plautz (Österrike) | Publik: 31 155 Domare: Konrad Plautz (Österrike) |

Rangers vann med 2-0 totalt.
|       | 2008-04-10 | Getafe                              | 3 – 3 (f) | Bayern München            | Coliseum Alfonso Pérez, Getafe                   |                                                  |
| 20:45 | 20:45      | Contra 44′ Casquero 91′ Braulio 93′ |           | Ribéry 89′ Toni 115, 120′ | Publik: 14 225 Domare: Massimo Busacca (Schweiz) | Publik: 14 225 Domare: Massimo Busacca (Schweiz) |
| 20:45 | 20:45      |                                     |           |                           | Publik: 14 225 Domare: Massimo Busacca (Schweiz) | Publik: 14 225 Domare: Massimo Busacca (Schweiz) |
| 20:45 | 20:45      |                                     |           |                           | Publik: 14 225 Domare: Massimo Busacca (Schweiz) | Publik: 14 225 Domare: Massimo Busacca (Schweiz) |

Getafe-Bayern München slutade 4-4 totalt. Bayern München vidare på bortamål.
|       | 2008-04-10 | PSV Eindhoven | 0 – 2 | Fiorentina   | PSV Stadium, Eindhoven                                 |                                                        |
| 20:45 | 20:45      |               |       | Mutu 38, 53′ | Publik: 35 000 Domare: Luís Medina Cantalejo (Spanien) | Publik: 35 000 Domare: Luís Medina Cantalejo (Spanien) |
| 20:45 | 20:45      |               |       |              | Publik: 35 000 Domare: Luís Medina Cantalejo (Spanien) | Publik: 35 000 Domare: Luís Medina Cantalejo (Spanien) |
| 20:45 | 20:45      |               |       |              | Publik: 35 000 Domare: Luís Medina Cantalejo (Spanien) | Publik: 35 000 Domare: Luís Medina Cantalejo (Spanien) |

Fiorentina vann med 3-1 totalt.

## Semifinaler
Semifinalerna spelades 24 april 2008 och 1 maj 2008.
| Lag 1          | Totalt    | Lag 2                | Möte 1 | Möte 2 |
| Bayern München | 1-5       | Zenit St. Petersburg | 1-1    | 0-4    |
| Rangers        | (4-2s)0-0 | Fiorentina           | 0-0    | 0-0    |

### Första matchen
|       | 2008-04-24 | Bayern München | 1 – 1 | Zenit St. Petersburg | Allianz Arena, München                          |                                                 |
| 20:45 | 20:45      | Ribéry 18′     |       | Lúcio 60′ (självmål) | Publik: 66 000 Domare: Luboš Michel (Slovakien) | Publik: 66 000 Domare: Luboš Michel (Slovakien) |
| 20:45 | 20:45      |                |       |                      | Publik: 66 000 Domare: Luboš Michel (Slovakien) | Publik: 66 000 Domare: Luboš Michel (Slovakien) |
| 20:45 | 20:45      |                |       |                      | Publik: 66 000 Domare: Luboš Michel (Slovakien) | Publik: 66 000 Domare: Luboš Michel (Slovakien) |

|       | 2008-04-24 | Rangers | 0 – 0 | Fiorentina | Ibrox Stadium, Glasgow                           |                                                  |
| 20:45 | 20:45      |         |       |            | Publik: 49 199 Domare: Kyros Vassaras (Grekland) | Publik: 49 199 Domare: Kyros Vassaras (Grekland) |
| 20:45 | 20:45      |         |       |            | Publik: 49 199 Domare: Kyros Vassaras (Grekland) | Publik: 49 199 Domare: Kyros Vassaras (Grekland) |
| 20:45 | 20:45      |         |       |            | Publik: 49 199 Domare: Kyros Vassaras (Grekland) | Publik: 49 199 Domare: Kyros Vassaras (Grekland) |

### Andra matchen
|       | 2008-05-01 | Zenit St. Petersburg                        | 4 – 0 | Bayern München | Petrovskijstadion, Sankt Petersburg               |                                                   |
| 18:30 | 18:30      | Pogrebnjak 4, 73′ Zyrjanov 39′ Fayzulin 54′ |       |                | Publik: 21 500 Domare: Tom Henning Øvrebø (Norge) | Publik: 21 500 Domare: Tom Henning Øvrebø (Norge) |
| 18:30 | 18:30      |                                             |       |                | Publik: 21 500 Domare: Tom Henning Øvrebø (Norge) | Publik: 21 500 Domare: Tom Henning Øvrebø (Norge) |
| 18:30 | 18:30      |                                             |       |                | Publik: 21 500 Domare: Tom Henning Øvrebø (Norge) | Publik: 21 500 Domare: Tom Henning Øvrebø (Norge) |

Zenit Sankt Petersburg vann med 5-1 totalt
|       | 2008-05-01 | Fiorentina                          | 0 – 0                    | Rangers                               | Stadio Artemio Franchi, Florens                     |                                                     |
| 20:45 | 20:45      |                                     |                          |                                       | Publik: 39 130 Domare: Frank De Bleeckere (Belgien) | Publik: 39 130 Domare: Frank De Bleeckere (Belgien) |
| 20:45 | 20:45      |                                     |                          |                                       | Publik: 39 130 Domare: Frank De Bleeckere (Belgien) | Publik: 39 130 Domare: Frank De Bleeckere (Belgien) |
| 20:45 | 20:45      | Kuzmanović Montolivo Liverani Vieri | Straffsparksläggning 2–4 | Ferguson Whittaker Papac Hemdani Novo | Publik: 39 130 Domare: Frank De Bleeckere (Belgien) | Publik: 39 130 Domare: Frank De Bleeckere (Belgien) |

Fiorentina-Rangers slutade 0-0 totalt. Rangers gick vidare på straffar med 4-2.

## Final
Finalen spelades mellan ryska Zenit St. Petersburg och skotska Rangers 14 maj 2008 på City of Manchester Stadium. Zenit vann med 2-0 efter mål av Igor Denisov och Konstantin Zyrjanov.
|  | 2008-05-14 | Zenit St. Petersburg       | 2 – 0 | Rangers | City of Manchester Stadium, Manchester            |                                                   |
|  |            | Denisov 72′ Zyrjanov 90+4′ |       |         | Publik: 43 878 Domare: Peter Fröjdfeldt (Sverige) | Publik: 43 878 Domare: Peter Fröjdfeldt (Sverige) |
|  |            |                            |       |         | Publik: 43 878 Domare: Peter Fröjdfeldt (Sverige) | Publik: 43 878 Domare: Peter Fröjdfeldt (Sverige) |
|  |            |                            |       |         | Publik: 43 878 Domare: Peter Fröjdfeldt (Sverige) | Publik: 43 878 Domare: Peter Fröjdfeldt (Sverige) |